# Carovilli
Carovilli là một đô thị ở tỉnh Isernia trong vùng Molise, có cự ly khoảng 35 km về phía tây bắc của Campobasso và khoảng 14 km về phía đông bắc của Isernia. Tại thời điểm ngày 31 tháng 12 năm 2004, đô thị này có dân số 1.508 và diện tích là 41,6 km².
Đô thị Carovilli có các frazioni (các đơn vị cấp dưới, chủ yếu là các làng) Briccioso, Castiglione, Cerrosavino, Fontecurelli, và Pescorvaro.
Carovilli giáp các đô thị: Agnone, Miranda, Pescolanciano, Roccasicura, Vastogirardi.